# Lista państw Afryki
Lista państw Afryki – lista państw i terytoriów zależnych Afryki.
Na terenie Afryki znajdują się 54 państwa uznawane na arenie międzynarodowej. Ponadto niewielkie fragmenty lądów zaliczane tradycyjnie do kontynentu afrykańskiego stanowią integralne części terytoriów trzech państw europejskich – Hiszpanii (Ceuta, Melilla, Wyspy Kanaryjskie), Portugalii (Azory i Madera) i Włoch (Wyspy Pelagijskie); a także jednego azjatyckiego – Jemenu (Sokotra). Dodatkowo do Afryki zalicza się cztery terytoria zależne Francji i Wielkiej Brytanii. W Afryce funkcjonują również dwa państwa nieuznawane – Sahara Zachodnia i Somaliland.
Największym państwem afrykańskim jest Algieria (2 381 740 km²), a najmniejszym – Seszele (455 km²), przy czym najmniejszym państwem położonym na stałym lądzie jest Gambia (11 300 km²). Najbardziej zaludnionym państwem jest natomiast Nigeria (225 082 083 mieszkańców), a najmniej zaludnionym – również Seszele (97 017 mieszkańców), przy czym najmniej zaludnionym państwem położonym na stałym lądzie jest Dżibuti (957 723 mieszkańców).  

## Lista państw
| Flaga | Godło | Nazwa państwa                                                                                                 | Stolica                        | Pełna nazwa państwa | Język urzędowy                     | Powierzchnia  | Liczba ludności | Waluta                  | Głowa państwa                           |
| ----- | ----- | --- | ------------------------------ | --- | ---------------------------------- | ------------- | --------------- | ----------------------- | --------------------------------------- |
|       |       | Algieria الجزائر (arabski) ⵍⴻⵣⴰⵢⴻⵔ (berberyjski)                                                              | Algier                         | Algierska Republika Ludowo-Demokratyczna الديمقراطية الشعبية الجمهورية الجزائرية (arabski) ⵟⴰⴳⴷⵓⴷⴰ ⵜⴰⵎⴻⴳⴷⴰⵢⵜ ⵜⴰⵖⴻⵔⴼⴰⵏⵜ ⵜⴰⵣⵣⴰⵢⵔⵉⵜ (berberyjski)                   | arabski, berberyjski               | 2 381 740 km² | 44 178 884      | dinar algierski         | prez. Abd al-Madżid Tabbun              |
|       |       | Angola | Luanda                         | Republika Angoli República de Angola | portugalski                        | 1 246 700 km² | 34 795 287      | kwanza                  | prez. João Lourenço                     |
|       |       | Benin Bénin                                                                                                   | Porto-Novo                     | Republika Beninu République du Bénin | francuski                          | 112 622 km²   | 13 754 688      | frank CFA               | prez. Patrice Talon                     |
|       |       | Botswana (angielski) Botswana (tswana)                                                                        | Gaborone                       | Republika Botswany Republic of Botswana (angielski) Lefatshe la Botswana (tswana)                                                                                | angielski, tswana                  | 581 730 km²   | 2 384 246       | pula                    | prez. Duma Boko                         |
|       |       | Burkina Faso                                                                                                  | Wagadugu                       | Burkina Faso | francuski                          | 274 200 km²   | 21 935 389      | frank CFA               | p.o. prez. Ibrahim Traore               |
|       |       | Burundi (francuski) Uburundi (kirundi)                                                                        | Gitega                         | Republika Burundi République du Burundi (francuski) Republika y’Uburundi (kirundi)                                                                               | francuski, rundi                   | 27 830 km²    | 12 696 478      | frank burundyjski       | prez. Evariste Ndayishimiye             |
|       |       | Czad تشاد (arabski) Tchad (francuski)                                                                         | Ndżamena                       | Republika Czadu جمهوريّة تشاد (arabski) République du Tchad (francuski)                                                                                           | arabski, francuski                 | 1 284 000 km² | 17 963 211      | frank CFA               | przew. Mahamat Déby Itno                |
|       |       | Demokratyczna Republika Konga République démocratique du Congo                                                | Kinszasa                       | Demokratyczna Republika Konga République démocratique du Congo                                                                                                   | francuski                          | 2 344 858 km² | 108 407 721     | frank kongijski         | prez. Félix Tshisekedi                  |
|       |       | Dżibuti جيبوتي (arabski) Djibouti (francuski)                                                                 | Dżibuti                        | Republika Dżibuti جمهورية جيبوتي (arabski) République du Djibouti (francuski)                                                                                    | arabski, francuski                 | 23 200 km²    | 957 723         | frank dżibutyjski       | prez. Ismail Omar Guelleh               |
|       |       | Egipt مصر | Kair                           | Arabska Republika Egiptu ‏جمهوريّة مصر العربيّة | arabski                            | 1 001 450 km² | 107 770 524     | funt egipski            | prez. Abd al-Fattah as-Sisi             |
|       |       | Erytrea إرتريا (arabski) ኤርትራ (tigrinia)                                                                      | Asmara                         | Państwo Erytrea دولة إرتريا (arabski) ሃግሬ ኤርትራ (tigrinia) | arabski, tigrinia                  | 117 600 km²   | 6 209 262       | nakfa                   | prez. Isajas Afewerki                   |
|       |       | Eswatini (angielski) eSwatini (suazi)                                                                         | Mbabane                        | Królestwo Eswatini Kingdom of Eswatini (angielski) Umbuso weSwatini (suazi)                                                                                      | angielski, suazi                   | 17 364 km²    | 1 121 761       | lilangeni               | król Mswati III                         |
|       |       | Etiopia ኢትዮጵያ                                                                                                 | Addis Abeba                    | Federalna Demokratyczna Republika Etiopii የኢትዮጵያ ፌዴራላዊ ዲሞክራሲያዊ ሪፐብሊክ                                                                                             | amharski                           | 1 104 300 km² | 113 656 596     | birr                    | prez. Taye Atske Selassie               |
|       |       | Gabon | Libreville                     | Republika Gabońska République Gabonaise | francuski                          | 267 667 km²   | 2 340 613       | frank CFA               | p.o. prez. Brice Clotaire Oligui Nguema |
|       |       | Gambia | Bandżul                        | Republika Gambii Republic of the Gambia | angielski                          | 11 300 km²    | 2 413 403       | dalasi                  | prez. Adama Barrow                      |
|       |       | Ghana | Akra                           | Republika Ghany Republic of Ghana | angielski                          | 238 533 km²   | 33 107 275      | cedi                    | prez. Nana Akufo-Addo                   |
|       |       | Gwinea Guinée                                                                                                 | Konakry                        | Republika Gwinei République de Guinée | francuski                          | 245 857 km²   | 13 237 832      | frank gwinejski         | p.o. prez. Mamady Doumbouya             |
|       |       | Gwinea Bissau Guiné-Bissau                                                                                    | Bissau                         | Republika Gwinei Bissau República da Guiné-Bissau | portugalski                        | 36 125 km²    | 2 026 778       | frank CFA               | prez. Umaro Sissoco Embaló              |
|       |       | Gwinea Równikowa Guinée Équatoriale (francuski) Guinea Ecuatorial (hiszpański) Guiné Equatorial (portugalski) | Malabo                         | Republika Gwinei Równikowej République de Guinée Équatoriale (francuski) República de Guinea Ecuatorial (hiszpański) República da Guiné Equatorial (portugalski) | francuski, hiszpański, portugalski | 28 051 km²    | 1 679 172       | frank CFA               | prez. Teodoro Mbasogo                   |
|       |       | Kamerun Cameroon (angielski) Cameroun (francuski)                                                             | Jaunde                         | Republika Kamerunu Republic of Cameroon (angielski) République du Cameroun (francuski)                                                                           | angielski, francuski               | 475 440 km²   | 29 321 637      | frank CFA               | prez. Paul Biya                         |
|       |       | Kenia Kenya (angielski) Kenya (suahili)                                                                       | Nairobi                        | Republika Kenii Republic of Kenya (angielski) Jamhuri ya Kenya (suahili)                                                                                         | angielski, suahili                 | 580 367 km²   | 55 864 655      | szyling kenijski        | prez. William Ruto                      |
|       |       | Komory جزر القمر (arabski) Comoros (francuski) Komori (komoryjski)                                            | Moroni                         | Związek Komorów الاتحاد القمري (arabski) Union des Comores (francuski) Udzima wa Komori (komoryjski)                                                             | arabski, francuski, komoryjski     | 2235 km²      | 876 437         | frank komoryjski        | prez. Azali Assoumani                   |
|       |       | Kongo Congo                                                                                                   | Brazzaville                    | Republika Konga République du Congo | francuski                          | 342 000 km²   | 5 546 307       | frank CFA               | prez. Denis Sassou-Nguesso              |
|       |       | Lesotho (angielski) Lesotho (sotho)                                                                           | Maseru                         | Królestwo Lesotho Kingdom of Lesotho (angielski) Muso oa Lesotho (sotho)                                                                                         | angielski, sotho                   | 30 355 km²    | 2 193 970       | loti                    | król Letsie III                         |
|       |       | Liberia | Monrovia                       | Republika Liberii Republic of Liberia | angielski                          | 111 369 km²   | 5 358 483       | dolar liberyjski        | prez. Joseph Boakai                     |
|       |       | Libia ليبيا                                                                                                   | Trypolis                       | Państwo Libia دولة ليبيا | arabski                            | 1 759 540 km² | 7 137 931       | dinar libijski          | przew. Muhammad al-Manfi                |
|       |       | Madagaskar Madagascar (francuski) Madagasikara (malgaski)                                                     | Antananarywa                   | Republika Madagaskaru République de Madagascar (francuski) Repoblikan’I Madagasikara (malgaski)                                                                  | francuski, malgaski                | 587 041 km²   | 28 172 462      | ariary                  | prez. Andry Rajoelina                   |
|       |       | Malawi (angielski) Malaŵi (czewa)                                                                             | Lilongwe                       | Republika Malawi Republic of Malawi (angielski) Dziko la Malaŵi (czewa)                                                                                          | angielski, czewa                   | 118 484 km²   | 20 794 353      | kwacha malawijska       | prez. Lazarus Chakwera                  |
|       |       | Mali | Bamako                         | Republika Mali République du Mali | francuski                          | 1 240 192 km² | 20 741 769      | frank CFA               | p.o. prez. Assimi Goita                 |
|       |       | Maroko المغرب (arabski) ⵍⵎⵖⵔⵉⴱ (berberyjski)                                                                  | Rabat                          | Królestwo Maroka المملكة المغربية (arabski) ⵜⴰⴳⵍⴷⵉⵜ ⵏ ⵍⵎⵖⵔⵉⴱ (berberyjski)                                                                                       | arabski, berberyjski               | 716 550 km²   | 36 738 229      | dirham marokański       | król Muhammad VI                        |
|       |       | Mauretania موريتانيا (arabskie) Mauritanie (francuskie)                                                       | Nawakszut                      | Islamska Republika Mauretanii الجمهورية الإسلامية الموريتانية (arabski) République Islamique de Mauritanie (francuski)                                           | arabski                            | 1 030 700 km² | 4 161 925       | ugija                   | prez. Muhammad al-Ghazwani              |
|       |       | Mauritius (angielski) Maurice (francuski)                                                                     | Port Louis                     | Republika Mauritiusu Republic of Mauritius (angielski) République de Maurice (francuski)                                                                         | angielski, francuski               | 2040 km²      | 1 308 222       | rupia maurytyjska       | prez. Dharam Gokhool                    |
|       |       | Mozambik Moçambique                                                                                           | Maputo                         | Republika Mozambiku República de Moçambique | portugalski                        | 799 380 km²   | 31 693 239      | metical                 | prez. Daniel Chapo                      |
|       |       | Namibia | Windhuk                        | Republika Namibii Republic of Namibia | angielski                          | 824 292 km²   | 2 727 409       | dolar namibijski        | prez. Hage Geingob                      |
|       |       | Niger | Niamey                         | Republika Nigru République du Niger | francuski                          | 1 267 000 km² | 24 484 587      | frank CFA               | p.o. prez. Hassoumi Massaoudou          |
|       |       | Nigeria | Abudża                         | Federalna Republika Nigerii Federal Republic of Nigeria | angielski                          | 923 768 km²   | 225 082 083     | naira                   | prez. Bola Tinubu                       |
|       |       | Południowa Afryka South Africa (angielski) Suid-Afrika (afrikaans)                                            | Pretoria Kapsztad Bloemfontein | Republika Południowej Afryki Republic of South Africa (angielski) Republiek van Suid-Afrika (afrikaans)                                                          | angielski i in.                    | 1 219 090 km² | 57 516 665      | rand                    | prez. Cyril Ramaphosa                   |
|       |       | Republika Środkowoafrykańska République centrafricaine (francuski) Ködörösêse tî Bêafrîka (sango)             | Bangi                          | Republika Środkowoafrykańska République centrafricaine (francuski) Ködörösêse tî Bêafrîka (sango)                                                                | francuski, sango                   | 622 984 km²   | 5 454 533       | frank CFA bitcoin       | prez. Faustin Touadéra                  |
|       |       | Republika Zielonego Przylądka Cabo Verde                                                                      | Praia                          | Republika Zielonego Przylądka República de Cabo Verde | portugalski                        | 4033 km²      | 596 707         | escudo                  | prez. José Maria Neves                  |
|       |       | Rwanda (angielski) Rwanda (francuski) Rwanda (rwanda)                                                         | Kigali                         | Republika Rwandy Republic of Rwanda (angielski) République du Rwanda (francuski) Repubulika y’u Rwanda (rwanda)                                                  | angielski, francuski, rwanda       | 26 338 km²    | 13 173 730      | frank rwandyjski        | prez. Paul Kagame                       |
|       |       | Senegal Sénégal                                                                                               | Dakar                          | Republika Senegalu République du Sénégal | francuski                          | 196 722 km²   | 17 923 036      | frank CFA               | prez. Bassirou Diomaye Faye             |
|       |       | Seszele Seychelles (angielski) Seychelles (francuski) Sesel (seszelski)                                       | Victoria                       | Republika Seszeli Republic of Seychelles (angielski) République des Seychelles (francuski) Repiblik Sesel (seszelski)                                            | angielski, francuski, seszelski    | 455 km²       | 97 017          | rupia seszelska         | prez. Wavel Ramkalawan                  |
|       |       | Sierra Leone                                                                                                  | Freetown                       | Republika Sierra Leone Republic of Sierra Leone | angielski                          | 71 740 km²    | 8 692 606       | leone                   | prez. Julius Maada Bio                  |
|       |       | Somalia الصومال (arabski) Soomaaliya (somalijski)                                                             | Mogadiszu                      | Federalna Republika Somalii جمهورية الصومال الفدرالية (arabski) Jamhuuriyadda Federaalka Soomaaliya (somalijski)                                                 | arabski, somalijski                | 637 657 km²   | 12 386 248      | szyling somalijski      | prez. Hassan Mohamud                    |
|       |       | Sudan (angielski) السودان (arabski)                                                                           | Chartum                        | Republika Sudanu Republic of the Sudan (angielski) جمهورية السودان (arabski)                                                                                     | angielski, arabski                 | 1 861 484 km² | 47 958 856      | funt sudański           | przew. Abd al-Burhan                    |
|       |       | Sudan Południowy South Sudan                                                                                  | Dżuba                          | Republika Sudanu Południowego Republic of South Sudan | angielski                          | 644 329 km²   | 11 544 905      | funt południowosudański | prez. Salva Kiir Mayardit               |
|       |       | Tanzania (angielski) Tanzania (suahili)                                                                       | Dodoma                         | Zjednoczona Republika Tanzanii United Republic of Tanzania (angielski) Jamhuri ya Muungano wa Tanzania (suahili)                                                 | angielski, suahili                 | 947 300 km²   | 63 852 892      | szyling tanzański       | prez. Samia Hassan Suluhu               |
|       |       | Togo | Lomé                           | Republika Togijska Republique togolaise | francuski                          | 56 785 km²    | 8 492 333       | frank CFA               | prez. Jean-Lucien Savi de Tové          |
|       |       | Tunezja تونس (arabski) Tunisie (arabski)                                                                      | Tunis                          | Republika Tunezyjska الجمهورية التونسية (arabski) République tunisienne (francuski)                                                                              | arabski, francuski                 | 163 610 km²   | 11 896 972      | dinar tunezyjski        | prez. Kajs Su’ajjid                     |
|       |       | Uganda (angielski) Uganda (suahili)                                                                           | Kampala                        | Republika Ugandy Republic of Uganda (angielski) Jamhuri ya Ugandaa nne (suahili)                                                                                 | angielski, suahili                 | 241 038 km²   | 46 205 893      | szyling ugandyjski      | prez. Yoweri Museveni                   |
|       |       | Wybrzeże Kości Słoniowej Côte d’Ivoire                                                                        | Jamusukro                      | Republika Wybrzeża Kości Słoniowej République de Côte d’Ivoire                                                                                                   | francuski                          | 322 463 km²   | 28 713 423      | frank CFA               | prez. Alassane Ouattara                 |
|       |       | Wyspy Świętego Tomasza i Książęca São Tomé e Príncipe                                                         | São Tomé                       | Demokratyczna Republika Wysp Świętego Tomasza i Książęcej República Democrática de São Tomé e Príncipe                                                           | portugalski                        | 964 km²       | 217 164         | dobra                   | prez. Carlos Vila Nova                  |
|       |       | Zambia | Lusaka                         | Republika Zambii Republic of Zambia | angielski                          | 752 618 km²   | 19 642 123      | kwacha zambijska        | prez. Hakainde Hichilema                |
|       |       | Zimbabwe | Harare                         | Republika Zimbabwe Republic of Zimbabwe | angielski i in.                    | 390 757 km²   | 15 121 004      | dolar amerykański       | prez. Emmerson Mnangagwa                |

## Lista państw, których główna część położona jest poza Afryką
| Flaga | Godło | Nazwa państwa       | Stolica | Pełna nazwa państwa                        | Język urzędowy | Powierzchnia | Liczba ludności | Waluta        | Głowa państwa               |
| ----- | ----- | ------------------- | ------- | ------------------------------------------ | -------------- | ------------ | --------------- | ------------- | --------------------------- |
|       |       | Hiszpania España    | Madryt  | Królestwo Hiszpanii Reino de España        | hiszpański     | 505 370 km²  | 47 163 418      | euro          | król Filip VI               |
|       |       | Jemen ‏اليمن         | Sana    | Republika Jemeńska ‏الجمهوريّة اليمنية       | arabski        | 527 968 km²  | 30 984 689      | rial jemeński | przew. Raszad al-Alimi      |
|       |       | Portugalia Portugal | Lizbona | Republika Portugalska República Portuguesa | portugalski    | 92 090 km²   | 10 242 081      | euro          | prez. Marcelo de Sousa      |
|       |       | Włochy Italia       | Rzym    | Republika Włoska Repubblica Italiana       | włoski         | 301 340 km²  | 61 095 551      | euro          | prezydent Sergio Mattarella |

## Lista państw o ograniczonym uznaniu międzynarodowym
| Flaga | Godło | Nazwa państwa                    | Stolica  | Pełna nazwa państwa                                                                | Język urzędowy | Powierzchnia | Liczba ludności | Waluta              | Głowa państwa        |
| ----- | ----- | -------------------------------- | -------- | ---------------------------------------------------------------------------------- | -------------- | ------------ | --------------- | ------------------- | -------------------- |
|       |       | Sahara Zachodnia الصحراء الغربية | Al-Ujun  | Saharyjska Arabska Republika Demokratyczna الجمهورية العربية الصحراوية الديمقراطية | arabski        | 266 000 km²  | 567 402         | dirham marokański   | prez. Ibrahim Ghali  |
|       |       | Somaliland Soomaaliland          | Hargejsa | Republika Somalilandu Jamhuuriyadda Soomaaliland                                   | somalijski     | 177 000 km²  | 4 171 898       | szyling Somalilandu | prez. Muse Bihi Abdi |

## Lista terytoriów zależnych
| Flaga | Godło | Nazwa terytorium                                                                                             | Stolica     | Państwo         | Status terytorium    | Język urzędowy | Powierzchnia | Liczba ludności | Waluta              |
| ----- | ----- | --- | ----------- | --------------- | -------------------- | -------------- | ------------ | --------------- | ------------------- |
|       |       | Francuskie Terytoria Południowe i Antarktyczne Terres australes et antarctiques françaises Wyspy Rozproszone | –           | Francja         | terytorium zamorskie | francuski      | 38,6 km²     | 0               | euro                |
|       |       | Majotta Mayotte                                                                                              | Mamoudzou   | Francja         | departament zamorski | francuski      | 374 km²      | 256 518         | euro                |
|       |       | Reunion La Réunion                                                                                           | Saint-Denis | Francja         | departament zamorski | francuski      | 2511 km²     | 865 826         | euro                |
|       |       | Wyspa Świętej Heleny, Wyspa Wniebowstąpienia i Tristan da Cunha Tristan da Cunha                             | Jamestown   | Wielka Brytania | terytorium zamorskie | angielski      | 394 km²      | 5633            | funt Świętej Heleny |